# Iconismo
El lenguaje icónico es un sistema de representación tanto lingüístico como visual. Se habla de lenguaje icónico al tratar la representación de la realidad a través de las imágenes. Por «realidad» se entiende la «realidad visual», considerada en sus elementos más fácilmente apreciables: los colores, las formas, las texturas, etc. Cuando se habla de las imágenes, lo que varía con respecto a otros modelos de representación (acústica, sensorial, lingüística, etc.) no es la relación que puede guardar la imagen con su referente, sino la manera singular que tiene la imagen de sustituir, interpretar, o traducir esa realidad. Dentro del iconismo encontramos imágenes que cumplen la función de signo. El debate en este campo se centra, por una parte, en el carácter natural o artificial que tienen estos signos (iconos) y, por otra parte, en las propiedades que tiene que tener un icono para representar a su objeto. La percepción de un icono (imagen) y su asociación a una realidad o significado es posible mediante un proceso de reconocimiento que lleva a cabo el receptor del Signo y símbolo. Varias son las teorías que intentan explicar el lenguaje icónico.

## Teorías

### Charles Morris
Charles Morris habla del conjunto de propiedades que tienen que compartir un signo y su denotado (aquello que el signo representa). Además, habla de escalas de iconicidad, unos signos serán más icónicos que otros. Por ejemplo, un dibujo lineal de un gato será menos icónico que la foto de un gato. La fotografía en color, a escala real, será menos icónica que una escultura con volumen. La iconicidad 100 % sería aquella que tuviese todas las propiedades visuales, tácticas, sensitivas, etc., del objeto. La tendencia en la historia del arte ha sido representar la realidad lo más icónica posible. Un ejemplo es la escultura griega (escultura con canon a tamaño natural, colores de la carne, de los cabellos, etc.).

### Umberto Eco
Umberto Eco trata la estructura perceptiva análoga entre el icono y el objeto. La imagen para ser interpretada ha de tener una cierta identificación visual con su referente, pero, al mismo tiempo, tiene que estar sometida a un código, que le otorgue el carácter de imagen convencional. Existen diferentes códigos para la representación icónica, es decir, códigos culturales socialmente aprendidos; no tan estrictos como los lenguajes de disciplinas. Son más difusos y a la vez establecen las características adecuadas para la representación icónica. 
Una cultura establece las características pertinentes para que la imagen representada pueda ser percibida como diferenciada de otra mediante una serie de convenciones. Así, a la hora de representar algo no reproduciremos todas las características, sino los artilugios gráficos que se le atribuyen (por ejemplo, el artilugio gráfico pertinente de una cebra son las rayas. Son códigos de reconocimiento que identifican características pertinentes y caracterizadoras del contenido.

### Teoría de la Gestalt
La teoría de la Gestalt tiene como tesis central la idea de que la percepción visual no es un proceso de asociación de elementos sueltos, porque la mente funciona como una totalidad compleja y organizada. Sería un proceso integral en el que el sistema nervioso recoge y ordena los estímulos que el signo icónico (imagen) le aporta, y los ordena conforme a las estructuras psíquicas del cerebro. En concreto por la existencia de un isomorfismo entre el campo cerebral y la organización de los estímulos. La teoría de la Gestalt posee la ventaja de ofrecer elementos de organización básica del entorno visual, reduciendo la información y encaminándola a la constitución de nuestra experiencia.

## Estructura del signo icónico, tratado del signo visual
El tratado del signo visual corresponde al grupo denominado μ (mi). Esta modelización del signo icónico permite relativizar la distancia que hay entre el signo icónico y su objeto, poniendo entre paréntesis la cuestión de la semejanza o mímesis. El referente no es un objeto del mundo sino la actualización de un tipo, siendo este último una representación mental estabilizada que, confrontada con el producto de la percepción o significante, está en la base del proceso cognitivo. La percepción de un objeto produce una imagen mental, la que mediante un proceso de transformación asumirá una forma icónica con líneas, colores o formas. La percepción de un icono, por tanto, permite, mediante un proceso de reconocimiento, asociar esa imagen a un tipo o imagen mental. Esta formulación posibilita relativizar la antigua noción de iconicidad o de semejanza y la de reconocimiento. Establecen por tanto una relación triádica entre el significante icónico, el referente y el tipo, que serían los constituyentes del icono como signo. 
Significante icónico
Es una imagen producida artificialmente para representar una cosa. Tiene un referente y un tipo.Es el estímulo visual, el fenómeno puro en evidencia empírica ("realidad").
Referente
Aquello a lo que el signo se refiere, pero desde la perspectiva designatum. Es el objeto (parcela de la realidad) en tanto que clasificado y reconocido.Es el objeto miembro de una clase, es físico. Se relaciona con la cosa tal cual es, siempre que se asocie a una categoría, se transforma en un modelo visual.
Tipo
Es la abstracción mental (imagen, concepto, idea mental) que se corresponde al significante icónico y al referente.posee características conceptuales que se transforman en definición, es abstracto y subyace a los procesos cognitivos. Su función es garantizar la equivalencia entre Referentes y Significantes.

### Relaciones entre los tres elementos
Significante-tipo
Es el asombro reconocimiento de la tereoplama , es decir, las características pertinentes que encontramos en el tipo (imagen mental), que es el mayor nivel de abstracción, también es la relación de conformidad, es decir, que aceptamos lo que es. Se produce una contrastación del estímulo visual conforme a unos criterios de reconocimiento que ayuden a dar un significado.
Referente-tipo
Es el proceso de abstracción, se recogen los rasgos pertinentes que ya posee el Referente y son integrados al Tipo. La capacidad mental absorbe los datos y construye una estructura cognitiva, que será la que pase por el proceso de reconocimiento.
Significante-referente
Son todas las variantes que diferencian un significante icónico del referente (la realidad percibida), los mecanismos de representación (3D, deformaciones del objeto, etc.), es lo que llamamos transformaciones.
Las transformaciones, según el Grupo μ, las podemos agrupar en:
- Transformación geométrica: proceso de clasificación sobre geometría elemental.
- Transformación analítica: orientada a la geometría analítica en relación con fenómenos físicos.
- Transformación óptica: principalmente el proceso de percepción retinal y su fisiología.
- Transformación cinética: la relación dinámica del observador frente al estímulo visual.